# Барановский, Якуб Мустафа
Якуб Мустафа Барановский (ум. 1800) — полковник литовской армии и генерал-лейтенант русской армии.

## Биография
Происходил из татарского рода Барановичей, поселившегося в Гродненском уезде в Литве, был сыном Януша, чьи предки происходили из татарских князей (миров) Дагестана. Женат на Елене Бучацкой. От этого союза родились сыновья Якуб и Юзеф, изгнанные из дворянства в 1848 и 1854 годах.
Посвятил себя военной карьере, в 1778 году был прапорщиком Авангардного полка Великого Княжества Литовского. В 1792 году участвовал в польско-русской войне в звании подполковника 3-го гвардейского полка Михаила Забелло под командованием Антония Хлевиньского. В 1794 году был назначен полковником и принял командование головным полком. Во время восстания Костюшко остался верен гетману Коссаковскому и пропустил русские войска без боя. После того как Косаковский был арестован и казнен повстанческими властями (25 апреля в Вильнюсе), он был заключен в тюрьму и допрошен своим бывшим командиром Антонием Хлевиньским. 12 мая дело полковника Барановского было передано на рассмотрение в нижестоящий суд по решению Высшего правительственного совета Литвы.
После раздела Республики Польша продолжил карьеру в российской армии. С 9 апреля 1797 года — командир Татарского уланского полка русской армии.
5 ноября 1800 года по болезни был освобожден от службы в чине генерал-поручика.